# Лотковый спуск
Лотковый спуск представляет собой простейшее устройство для транспортировки штучных, кусковых или сыпучих грузов (иногда также и жидких или в виде пульпы) по наклонной плоскости под действием силы тяжести.
Лотковый спуск может быть выполненным в виде лотка с бортами или почти без бортов, или же в виде желоба. Секции лоткового спуска (или желоба) могут составляться в достаточно длинные цепочки, сцепляясь одна за одной.
Транспортировка груза происходит только в одном направлении - вниз. Трение между грузом и дном лотка обеспечивает достаточно безопасную скорость перемещения груза, а регулировать её можно изменением угла наклона лотка. Грузы, сохранность которых не требуется (уголь, щебень, строительный мусор) могут транспортироваться по достаточно крутым лоткам.
В условиях города лотковые спуск можно увидеть в старых магазинах, почтовых отделениях, а также на многих строительных площадках.
Для перемещения грузов с большой высоты применяют винтовой спуск.